# You've Got a Friend
"You've Got a Friend" é uma canção de 1971, originalmente escrita e interpretada por Carole King. Foi incluída no seu álbum Tapestry de 1971, mas ficou conhecida pela versão, do mesmo ano de James Taylor.